# 失誤 (棒球)

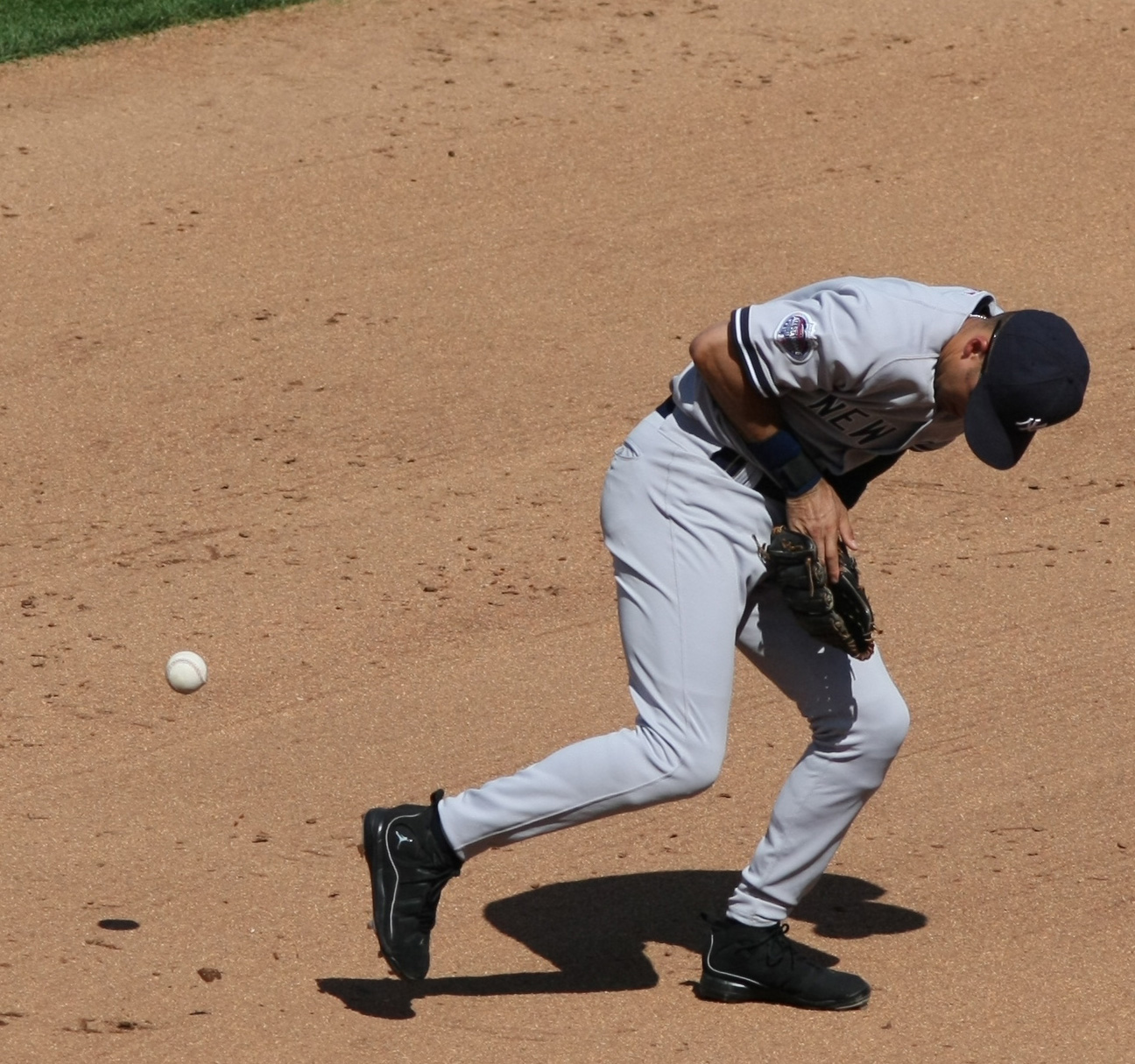
纽约洋基内野手德瑞克·基特的一次失误

失誤（英語：Error），縮寫為E，是棒球運動中的一個名詞，指防守員有機會處理而未確實處理該打者所擊出的球。球員失誤次數是棒球的統計數據之一，由记录员依據棒球規則而認定，但有時候在記錄上會被記成安打而未被記為失誤，這樣的失誤被稱為無形的失誤、隱形的失誤。

## 棒球记录规则
1. 因守场员的过失行为（接球不稳或失接或暴传等），致使应出局的击球员继续击球，或应出局的跑垒员未出局(包括击球员)使跑垒员进一个或一个以上的垒时，记该守场员一次“失误”。
2. 守场员没有把容易接住的界外高飞球接住，使击球员能继续击球时，不论击球员由此安全到达一垒或被判出局。记该守场员一次“失误”。
3. 守场员接传来的球或击出的地滚球后可能把击跑员杀出局，但未持球触踏一垒或触杀击跑员而使击跑员安全进垒时，记该守场员一次“失误”。
4. 守场员接传来的球或击出的地滚球后可能把被迫进垒的跑垒员封杀出局，但未持球触垒或触及跑垒员而使跑垒员安全进垒时，记该守场员一次“失误”。
5. 守场员的暴传致使跑垒员安全进垒，而记录员认为如该球传好能使跑垒员出局时，记该守场员一次“失误”。
6. 守场员为了防止跑垒员进垒传球造成暴传，致使跑垒员或其他任一跑垒员进垒。如果进垒数比传球传好时的进垒数多一个或一个以上的垒时，记该守场员一次“失误”。
7. 守场员的传球如果发生不自然的弹跳或碰触垒包、投手板、跑垒员、守场员或裁判员致使跑垒员安全进垒时，记该守场员一次“失误”。
8. 守场员如未能接住或未试图接住准确传来的球致使跑垒员进垒时，记该守场员一次“失误”。[1]